# Fu (kana)
ふ in hiragana o フ in katakana è un kana giapponese e rappresenta una mora. La sua pronuncia è [ɸɯ] . Si può pronunciare anche [ɸ].
| Forme                       | Rōmaji | Hiragana        | Katakana        | Esempi di parole (con il kanji) |
| --------------------------- | ------ | --------------- | --------------- | --- |
| Normale f- (は行 ha-gyō)    | fu     | ふ              | フ              | - ふゆ fuyu 冬 inverno - ふえる fueru 増える crescere, incrementare - ふつう futsū 普通 normale - ふみきり fumikiri 踏み切り passaggio a livello - ふとん futon 布団 futon - ふるえる furueru 震える tremare - フランス furansu Francia |
| Normale f- (は行 ha-gyō)    | fuu fū | ふう, ふぅ ふー | フウ, フゥ フー | - ふゆ fuyu 冬 inverno - ふえる fueru 増える crescere, incrementare - ふつう futsū 普通 normale - ふみきり fumikiri 踏み切り passaggio a livello - ふとん futon 布団 futon - ふるえる furueru 震える tremare - フランス furansu Francia |
| dakuten b- (ば行 ba-gyō)    | bu     | ぶ              | ブ              | - はんぶん hanbun 半分 metà - かぶ kabu 株 titolo azionario - ぶし bushi 武士 samurai - ハーブ hābu erba aromatica |
| dakuten b- (ば行 ba-gyō)    | buu bū | ぶう, ぶぅ ぶー | ブウ, ブゥ ブー | - はんぶん hanbun 半分 metà - かぶ kabu 株 titolo azionario - ぶし bushi 武士 samurai - ハーブ hābu erba aromatica |
| handakuten p- (ぱ行 pa-gyō) | pu     | ぷ              | プ              | - ランプ ranpu lume |
| handakuten p- (ぱ行 pa-gyō) | puu pū | ぷう, ぷぅ ぷー | プウ, プゥ プー | - ランプ ranpu lume |

| \| fa \| ふぁ \| ファ \| ファール fāru fallo, infrazione \| \| fi \| ふぃ \| フィ \| フィンランド finrando Finlandia \| \| (fu) \| (ふ) \| (フ) \| \| \| fe \| ふぇ \| フェ \| フェルト feruto feltro \| \| fo \| ふぉ \| フォ \| フォード fōdo Ford \| |      |      |                                 |
| fa | ふぁ | ファ | ファール fāru fallo, infrazione |
| fi | ふぃ | フィ | フィンランド finrando Finlandia |
| (fu) | (ふ) | (フ) |                                 |
| fe | ふぇ | フェ | フェルト feruto feltro          |
| fo | ふぉ | フォ | フォード fōdo Ford              |

## Scrittura

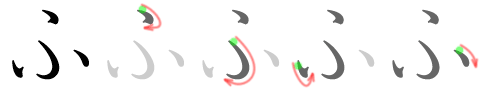
Stile di scrittura di ふ

Stile di scrittura di フ